# Michele Coniata
Michele Coniata, conosciuto anche come Michele Coniate o Acominato, in greco Μιχαὴλ Χωνιάτης o Ἀκομινάτος? (Chonai, 1138 – Mendenitsa, 1222), è stato uno storico e vescovo ortodosso bizantino.
Era il fratello maggiore di quello che sarebbe diventato uno dei più grandi storici bizantini, Niceta Coniata.

## Biografia
Per Michele i suoi genitori, che erano i nobili più importanti di Chonai, scelsero una carriera ecclesiastica, con la quale avrebbe potuto ricoprire soddisfacenti cariche nel clero. Nel 1182 fu nominato metropolita di Atene. Michele era uno scrittore storico molto famoso per il tempo, e amava anche filosofeggiare. Trasmise la sua passione al fratello minore, Niceta Coniata, che avrebbe dato ottimi risultati. Michele portò Niceta a Costantinopoli, dove quest'ultimo poté studiare nell'università della città capitale dell'Impero bizantino.
Quando nel 1204 Costantinopoli cadde per mano dei crociati della quarta crociata e dei veneziani, Michele fuggì da Atene, dove un esercito crociato era pronto ad espugnarla, e si rifugiò nell'isola di Kos, protettorato genovese e nemica dei veneziani, da dove si teneva in contatto col fratello Niceta: nelle sue lettere si può constatare come a Kos non ci fossero agi e la vita gli fosse piuttosto scomoda. Morì a Mendenitsa presso il monastero di San Giovanni Prodromo.

## Opere
Michele fu autore di omelie, orazioni, lettere e poesie. Degna di nota è in particolare l'orazione funebre scritta per la morte del fratello Niceta, che fu a sua volta autore di una monumentale opera storiografica (la Narrazione cronologica) e di un trattato teologico (la Panoplia dogmatica).